# یواس‌اس لاتیمر (ای‌پی‌ای-۱۵۲)
یواس‌اس لاتیمر (ای‌پی‌ای-۱۵۲) (به انگلیسی: USS Latimer (APA-152)) یک کشتی بود که طول آن ۴۵۵ فوت ۰ اینچ (۱۳۸٫۶۸ متر) بود. این کشتی در سال ۱۹۴۴ ساخته شد.